# Mežica
Mežica () je mesto s skoraj 3.200 prebivalci (2020) v Sloveniji, središče Mežiške doline in sedež istoimenske občine.
Mesto leži na severu Slovenije, na Koroškem ob meji z Avstrijo ter ob sotočju reke Meže s potokom Šumcem. Mežica se je razvila ob glavni cesti, ki vodi proti nekdanjemu regionalnem središču Pliberku. Že od poznega srednjega veka je industrijsko mesto, kjer so predelovali cinkovo in svinčevo rudo. Intenzivno se je začelo širiti v začetku 20. stoletja, ko so bile tu zgrajene upravne stavbe rudnika Mežica in stanovanjska naselja za delavce. Pri dnu doline na robu naselja se nahajajo največji vhod v zdaj zaprti rudnik, tovarna strojne opreme in odlagališče jalovine. Mežica ima status mesta od leta 1983.
V starem delu mesta stoji župnijska cerkev iz prve polovice 19. stoletja, ki je posvečena sv. Jakobu, služi kot matična cerkev Župnije Mežica. Danes je rudnik odprt le še za turistične obiske, v prostorih nekdanje upravne stavbe pa je urejen rudarski muzej. Na pobočjih bližnjega Štalekarjevega vrha se razprostirajo smučišča, ki jih uporabljajo predvsem rekreativni smučarji.

## Znane osebnosti, povezane z mestom
- Stanko Čegovnik, prelat, teolog
- Gustav Gnamuš, slikar
- Irena Grafenauer, flavtistka
- Stanko Grafenauer, geolog
- Tone Kajzer, diplomat
- Maks Kunc, naravoslovni fotograf
- Lojze Logar, slikar
- Štefan Marflak, slikar
- Maksimilijan Matjaž, biblicist, celjski škof
- Vinko Möderndorfer, šolnik, etnograf
- Franc Oderlap, alpinist
- Miro Petek, novinar, politik
- Nina Petek, filozofinja
- Herman Rigelnik, politik, podjetnik
- Maks Strmčnik, organist, skladatelj
- Ivo Štrucl, geolog
- Herman Vogel, pesnik
- Alojz Zorc, geolog